# Danutė Remeikienė
Danutė Remeikienė (* 10. Februar 1960 in Alytus) ist eine litauische Pädagogin, Bildungsmanagerin und Leiterin einer Hochschule in der südlitauischen Region Dzūkija.

## Leben
Nach dem Abitur an der Mittelschule in Alytus absolvierte Danutė Remeikienė 1984 das Diplomstudium der Wirtschaft an der Universität Vilnius in der litauischen Hauptstadt Vilnius und wurde Diplom-Handelsökonomin. 1995 absolvierte sie das Studium der Ingenieurökonomie und Management an der Vilniaus Gedimino technikos universitetas und 2002 das Masterstudium Wirtschaft und Management an der Kauno technologijos universitetas in Kaunas.
Von 2008 bis 2019 leitete Danutė Remeikienė als Direktorin das Kolleg Alytus und lehrte dort als Dozentin. 2013 und 2018 wurde sie wiederholt zu einer weiteren Amtszeit in dieser Position vom Bildungsministerium Litauens gewählt.
Danutė Remeikienė war Ratsmitglied bei der Handels-, Industrie- und Handwerkskammer Vilnius, Vorstandsmitglied im litauischen Konsortium zur Entwicklung des Fernlernnetzes (LieDM), Mitglied im Präsidium von Konferenz der Direktoren der litauischen Kollegs (LKDK) und im Europa-Verband der Lehrer. 2015 nahm sie bei den Kommunalwahlen in Litauen 2015 in der Liste der Partei Darbo partija als Kandidatin zum Rat der Stadtgemeinde Alytus teil.
Danutė Remeikienė spricht (neben ihrer Muttersprache litauisch) auch russisch, polnisch, englisch und ukrainisch.
Danutė Remeikienė ist verheiratet.